# Мышковские
Мышковские (пол. Myszkowski) — польский дворянский род герба Ястршембец.

## История
Род Мышковских происходит из польских бояр, о чем свидетельствует королевская грамота от 21 июля 1507 года о признании боярских прав Андрея Мышковского.
В 1603 году родом Мышковских учреждена одна из пяти имевшихся в то время ординаций (майоратов) — Мышковская, с городами Мировом и Пинчовом. В 1729 году она перешла к Велёпольским, а вместе с ней — и титул маркграфа (маркиза), пожалованный Сигизмунду Мышковскому папой Климентом VIII.
Из рода их Станислав владел в 1654 году в княжестве Северском деревней Кузница-Войковска. Войтех купил в 1679 году в Сандомирском Воеводстве имение Скорнице. Николай разделил в 1711 году между сыновьями своими Осипом и Иваном имение своё Домброва и Галевице с принадлежностями, в Велюнской земле.
Августин, стольник Велюнский, награждён в 1789 году орденом Св. Станислава. Николай из-Мирова Мышковский в 1783 году получил в виде дара от короля прусского Фридриха II имение С. Езёры в Троцком воеводстве.

## Описание герба
В серебряном поле красный лапчатый крест, сопровождаемый по углам щита чёрными орликами с красными клювом и когтями и обременённый четверочастным щитком, в 1-м и 4-м красных полях которого золотой лев (герб Ломбардии), а 2-е и 3-ее пересечены пять раз золотом и чёрным (герб Гонзага). В центре ещё один малый щиток, в голубом поле которого золотая подкова, сопровождаемая внутри золотым крестом.
Щит увенчан маркизской короной. Над короной смотрящий вправо ястреб, с привязанными к лапе бубенчиками, держит такую же как в малом щитке подкову.

## Персоналии
- Мышковский, Пётр (1454—1505) — гетман польный коронный, воевода ленчицкий и белзский, каштелян освенцимский (1484—1489), велюньский (1489—1494), розпшанский (1494—1497), сончецкий с 1498 года.
- Мышковский, Пётр (ок. 1510—1591) — епископ плоцкий, основатель города Мирув (ныне в составе Пиньчува).
- Мышковский, Сигизмунд (1562—1615) — маршалок великий коронный, каштелян войницкий, усыновлён мантуанским правителем Винченцо Гонзага, по случаю чего сменил фамилию на Гонзага-Мышковский.
- Мышковский, Тит Иванович (1861—1939) — галицко-русский общественный деятель, греко-католический священник, доктор богословия, профессор богословия Львовского университета, председатель Галицко-русской матицы.